# بن آبرناتی
بن آبرناتی (انگلیسی: Ben Abernathy) ویراستار اهل ایالات متحده آمریکا است.او سابقا در دی‌سی کامیکس فعالیت داشت. 